# Villanueva de Algaidas (kommunhuvudort)
Villanueva de Algaidas är en kommunhuvudort i Spanien.   Den ligger i provinsen Provincia de Málaga och regionen Andalusien, i den södra delen av landet, 400 km söder om huvudstaden Madrid. Villanueva de Algaidas ligger 551 meter över havet och antalet invånare är 4 421.
Terrängen runt Villanueva de Algaidas är huvudsakligen kuperad, men västerut är den platt. Runt Villanueva de Algaidas är det ganska glesbefolkat, med 48 invånare per kvadratkilometer. Närmaste större samhälle är Rute församling, 17,5 km norr om Villanueva de Algaidas. Trakten runt Villanueva de Algaidas består till största delen av jordbruksmark.